# Giora Feidman
Giora Feidman (født 26. marts 1936 i Buenos Aires) er en argentinsk klezmer musik-folklorist og klarinettist.
Han blev født i Buenos Aires, Argentina, og kommer fra en familie af klezmermusikere. Hans far, bedstefar og oldefar har komponeret musik til bryllupper, bar mitzvaher, og ferie-fester i Centraleuropas ghettoer.
Feidman startede sin karriere som den yngste klarinettist nogensinde et engagement Israels symfoniorkester. Han forlod orkestret i begyndelsen af 1970'erne for at starte en solokarriere. Feidman har optrådt som solist med Berlinersymfonikerne og Kronos Kvartetten. Han spillede klarinet soliene i soundtracket til Schindlers Liste, der vandt en Oscar.
Feidman har arbejdet med mange musikere, herunder Ariel Ramirez og marokkanske Ali Hafid.
Han spiller også basklarinet.

## Udvalgt diskografi
- Clarinettango (1990)
- The magic of the klezmer (1991)
- Viva el klezmer (1991)
- TangoKlezmer (2001)
- Feidman plays Piazzola (2002)
- Klezmundo (2003)